# Nitrid
U hemiji, nitrid je hemijsko jedinjenje azota. Nitridi mogu biti neorganski ili organski, jonski ili kovalentni. Nitridni anjon, N3--jon, je u velikoj meri neuhvatljiv, ali su jedinjenja nitrida su brojna, iako se retko javljaju u prirodi. Pojedini nitridi imaju ustaljene primene, kao što su premazi otporni na habanje (npr. titanijum nitrid, TiN), tvrdi keramički materijali (npr. silicijum nitrid, Si3N4) i poluprovodnici (npr. galijum nitrid, GaN). Značaj razvoja svetlećih dioda na bazi GaN-a je prepoznat Nobelovom nagradom za fiziku 2014. godine. Metalni nitrido kompleksi su takođe česti.
Sinteza neorganskih metalnih nitrida je izazovna jer gasoviti azot (N2) nije veoma reaktivan na niskim temperaturama, ali postaje reaktivniji na višim temperaturama. Prema tome, mora se postići ravnoteža između niske reaktivnosti gasovitog azota na niskim temperaturama i entropijskog stvaranja N2 na visokim temperaturama. Međutim, sintetičke metode za nitride postaju sve sofisticiranije, a nitridni materijali su od sve veće tehnološke važnosti.